# Sint-Theresia van het Kind Jezuskerk (Erquelinnes)
De Sint-Theresia van het Kind Jezuskerk (Frans: Église Sainte-Thérèse de l'Enfant-Jésus) is een katholieke parochiekerk in Erquelinnes in de Belgische provincie Henegouwen. Ze is gewijd aan Theresia van Lisieux.
De kerk werd in 1928 opgetrokken in de stijl van het modernisme. Het bouwwerk van baksteen en beton heeft een ingebouwde klokkentoren en een eenbeukig schip. Zowel buiten als binnen is de stijl homogeen. Het terugkerende motief in de decoratie is de door de heilige beloofde rozenregen. Er is een schilderij De Heilige Thérèse van Lisieux beschermt Henegouwen van Georges Trenteseaux (1931).